# Авианосцы типа «Форрестол»
Тип «Форрестол» (англ. Forrestal class) — серия тяжёлых ударных авианосцев США 1950-х годов. Были созданы после переоценки высшим военным командованием эффективности флота по результатам боевого применения авианосцев в Корейской войне и выделения средств на строительство новых больших кораблей. В основу конструкции авианосцев типа «Форрестол» легли также конструкторские решения нереализованной серии авианосцев типа «Юнайтед Стейтс». В 1952—1959 годах были построены четыре авианосца типа «Форрестол», ставшие крупнейшими среди построенных до них боевых кораблей. Модернизацией типа «Форрестол» явилась и позднейшая серия авианосцев типа «Китти-Хок». Авианосцы типа «Форрестол» применялись в ряде конфликтов, включая Вьетнамскую войну и в течение двух десятилетий, вместе с типом «Китти-Хок», составляли основу авианосного флота США до появления атомных авианосцев типа «Нимиц». В поздние годы, авианосцы типа «Форрестол» частью были выведены в резерв или переоборудованы в учебные авианосцы, а окончательно сняты с вооружения они были в 1993—1998 годах.

## Представители
| Название                 | Номер  | Судоверфь                         | Закладка        | Спуск на воду    | Вступление в строй | Судьба |
| ------------------------ | ------ | --------------------------------- | --------------- | ---------------- | ------------------ | --- |
| Форрестол Forrestal      | CVA-59 | NNS                               | 14 июля 1952    | 11 декабря 1954  | 1 октября 1955     | Выведен из состава флота 11 сентября 1993 года. Продан на слом. Разобран на металлом в городе Браунсвилл в 2015 году. |
| Саратога Saratoga        | CVA-60 | Нью-Йоркская военно-морская верфь | 16 декабря 1952 | 8 октября 1955   | 14 апреля 1956     | Выведен из состава флота 20 августа 1994 года. Продан на слом. Разобран на металлом в городе Браунсвилл в 2016 году. |
| Рейнджер Ranger          | CVA-61 | NNS                               | 2 августа 1954  | 29 сентября 1956 | 10 августа 1957    | Выведен из состава флота 10 июля 1993 года. Продан на слом. Разобран на металлом в городе Браунсвилл в 2016 году. |
| Индепенденс Independence | CVA-62 | Нью-Йоркская военно-морская верфь | 1 июля 1955     | 6 июня 1958      | 10 января 1959     | Выведен из состава флота 30 сентября 1998 года, предназначен к пуску на слом. На 28.06.16 находится в заливе Синклер, военно-морская база Военно-морская верфь и промежуточная станция технического обслуживания Пьюджет-Саунд близ Бремертона, штат Вашингтон. 1 июня 2017г. прибыл в г. Браунсвилль для утилизации. |